# Vorchdorf
Vorchdorf – gmina targowa w Austrii, w kraju związkowym Górna Austria, w powiecie Gmunden. Leży w Salzkammergut.